# Координаційна хімія
Координаці́йна хі́мія — розділ хімії, в якому вивчаються хімічні сполуки, що складаються з центрального атома (або іона) і пов'язаних з ним молекул або іонів—лігандів.

## Історія
Координаційна хімія (хімія комплексних сполук) тривалий час вважалася одним з розділів неорганічної хімії; пояснювалося це тим, що більшість відомих раніше координаційних сполук містила як ліганди, як правило, типові неорганічні молекули та іони — аміак, воду, нітро-, роданогруппу тощо. Експериментальні дослідження неорганічних комплексних сполук були розпочаті за кілька десятиліть до того, як стала бурхливо розвиватися органічна хімія. Після створення А. Вернером координаційної теорії хімія комплексних сполук стала поступово, протягом десятиліть, перетворюватися на самостійний розділ хімічної науки. Її успішний розвиток пов'язаний з іменами Трасера, Цейзе, Йергенсена, Грема, Клауса, Бломстранда, школи А. Вернера, а в двадцятому столітті — Л. А. Чугаєва, І. І. Черняєва, А. А. Грінберга, Чатти, Найхольма, Фішера, Бьеррума і багатьох інших вчених різних країн. У наші дні координаційна хімія — інтенсивно розвивається в різних напрямках наука, тісно переплітається з іншими областями хімії.

## Властивості комплексних сполук
Комплекс може бути нейтральним, мати позитивний заряд (катіонний комплекс) або негативний (аніонний комплекс). Центральний атом зазвичай є акцептором, а ліганди — донори електронів. При утворенні комплексу між центральним атомом і лігандами виникає координаційна (донорно-акцепторні) зв'язку, в яких один або кілька атомів утворюють більше число зв'язків, ніж допускає вища формальна валентність цих атомів. Розрізняють двухцентрових і багатоцентрові координаційні зв'язки.